# Pic spodocéphale
Dendropicos spodocephalus
Espèce
Synonymes
- Mesopicos spodocephalus

Statut de conservation UICN

 LC  : Préoccupation mineure
Le Pic spodocéphale (Dendropicos spodocephalus) est une espèce d'oiseau de la famille des Picidae. Elle était autrefois considérée comme une sous-espèce du Pic goertan.

## Sous-espèces
D'après Alan P. Peterson, il existe deux sous-espèces :
- Dendropicos spodocephalus rhodeogaster (Fischer & Reichenow, 1884) ;
- Dendropicos spodocephalus spodocephalus (Bonaparte, 1850).